# Arisaka
Arisaka é uma família de fuzis de ação de ferrolho japoneses produzidos entre 1898 e 1945. Os dois principais modelos foram o 38 e o 99, para substituir os fuzis Murata, que davam apenas um tiro por vez e se mostrou obsoleto na Primeira Guerra Sino-Japonesa contra os fuzis chineses Hanyang Tipo 88, que por sua vez era uma cópia licenciada do Gewehr 88 alemão e na Guerra Russo-Japonesa, onde, apesar de já estar sendo substituído pelo Arisaka, ainda se encontrava em serviço e outra vez se mostrou obsoleto frente a fuzis como o Mosin-Nagant, também capaz de dar 5 tiros sem necessitar ser recarregado.
O Arisaka modelo 38 foi fabricado a partir de 1905 até 1930. Foi empregado pelos japoneses na Primeira Guerra Mundial. Por seu cartucho de baixa potência, 6,5 x 50, foi substituído pelo modelo 99.
O Arisaka modelo 99 foi empregado na Segunda Guerra Mundial. Foi fabricado entre 1939 e 1945 nos arsenais de Tóquio e Nagoya. Utilizava o cartucho 7,7x58mm. Foi a arma padrão da infantaria japonesa até a rendição para as forças aliadas. Além do Japão, foi usado pelo Império Russo na Primeira Guerra Mundial e posteriormente pela Finlândia e Polônia em funções de reserva, e pela China tanto pelos nacionalistas quanto pelos comunistas, que capturou grandes quantidades durante a Segunda Guerra Sino-Japonesa e os empregou na posterior Guerra Civil Chinesa e na Guerra da Coreia.

## Fotos

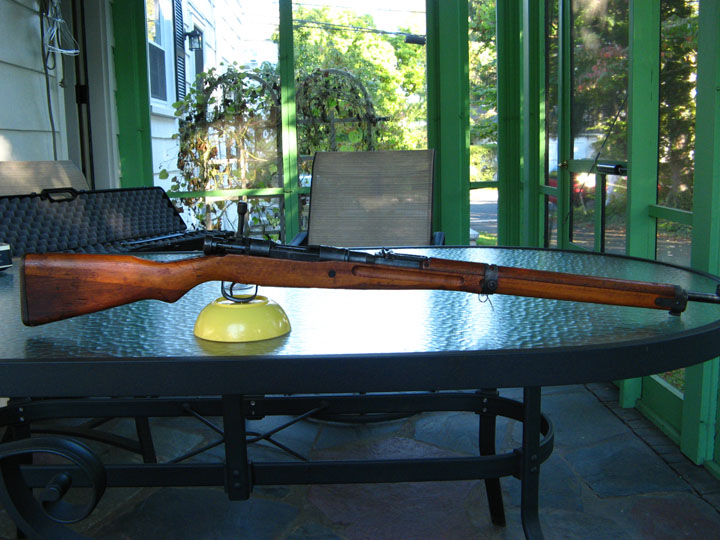
Um Arisaka Type 99.
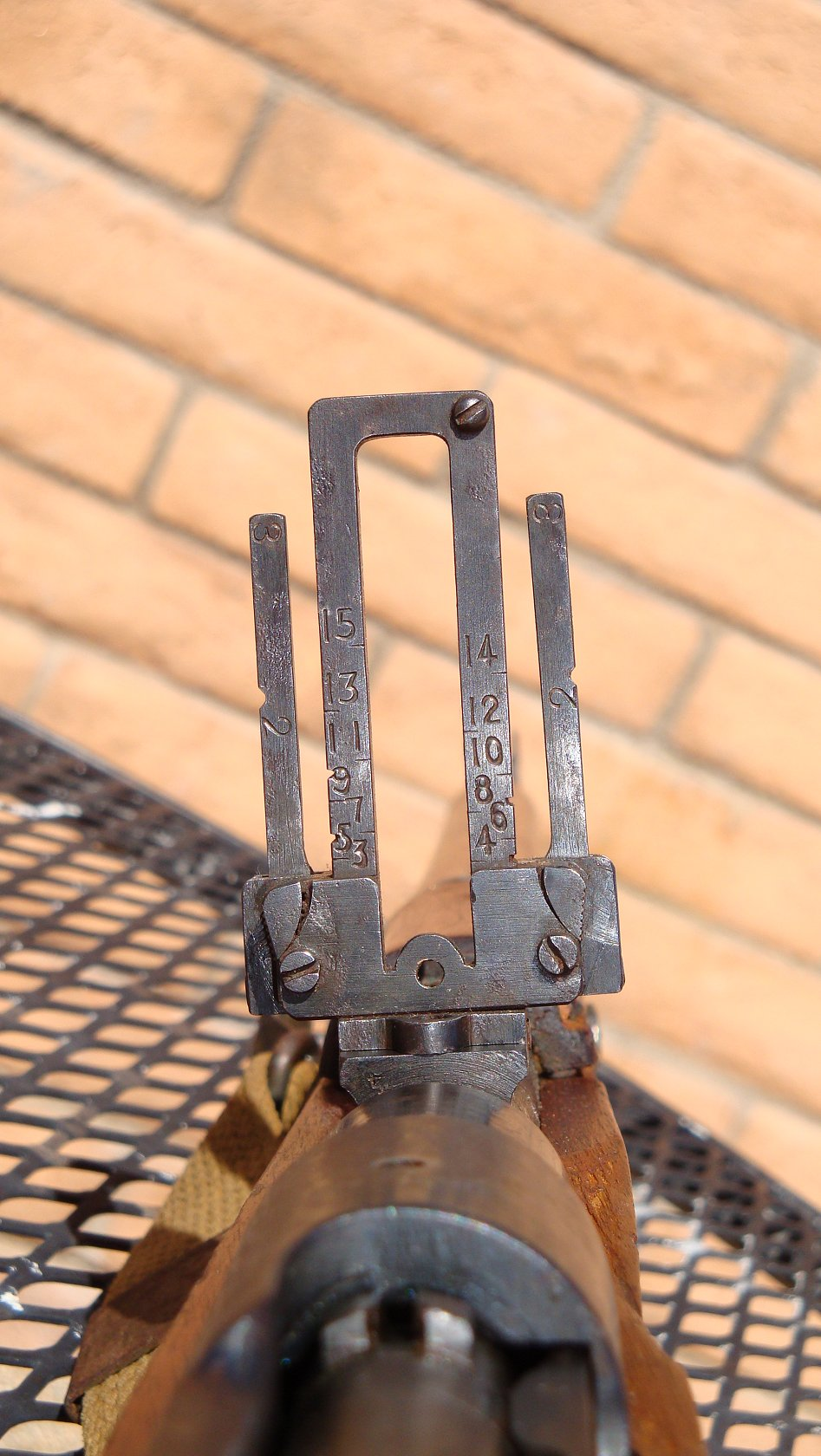
A mira de um rifle Arisaka.
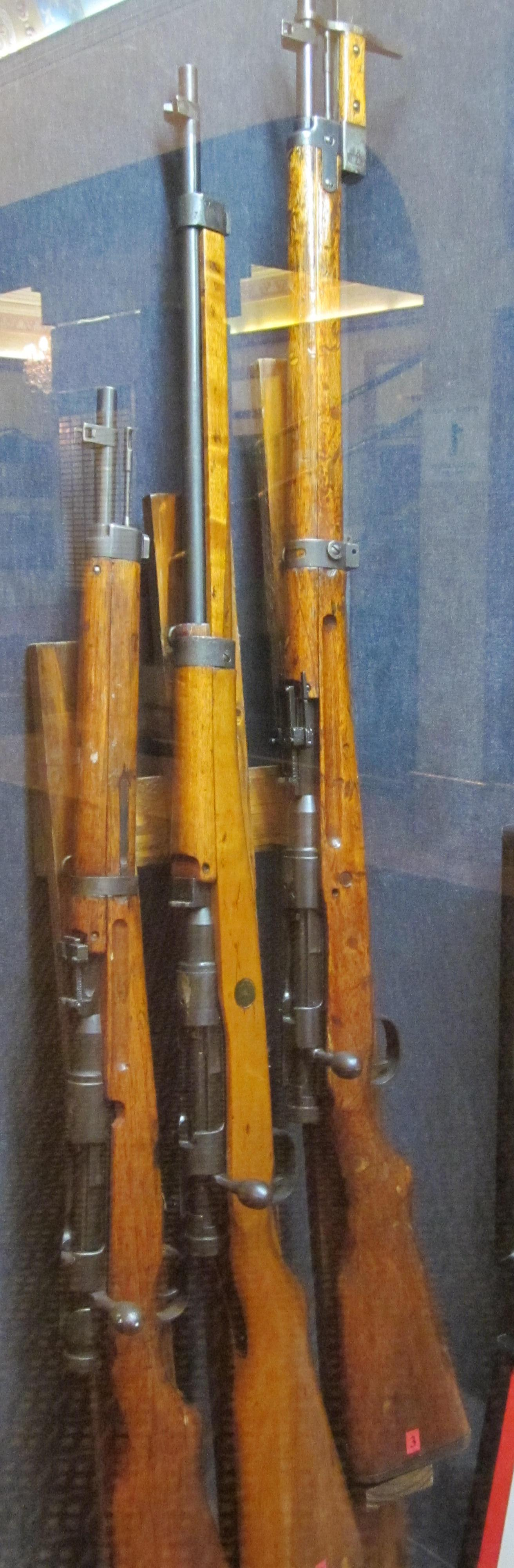
Rifles Type 38 e 99.